# Dryophilocoris
Dryophilocoris är ett släkte av insekter. Dryophilocoris ingår i familjen ängsskinnbaggar.
Släktet innehåller bara arten Dryophilocoris flavoquadrimaculatus.

## Bildgalleri

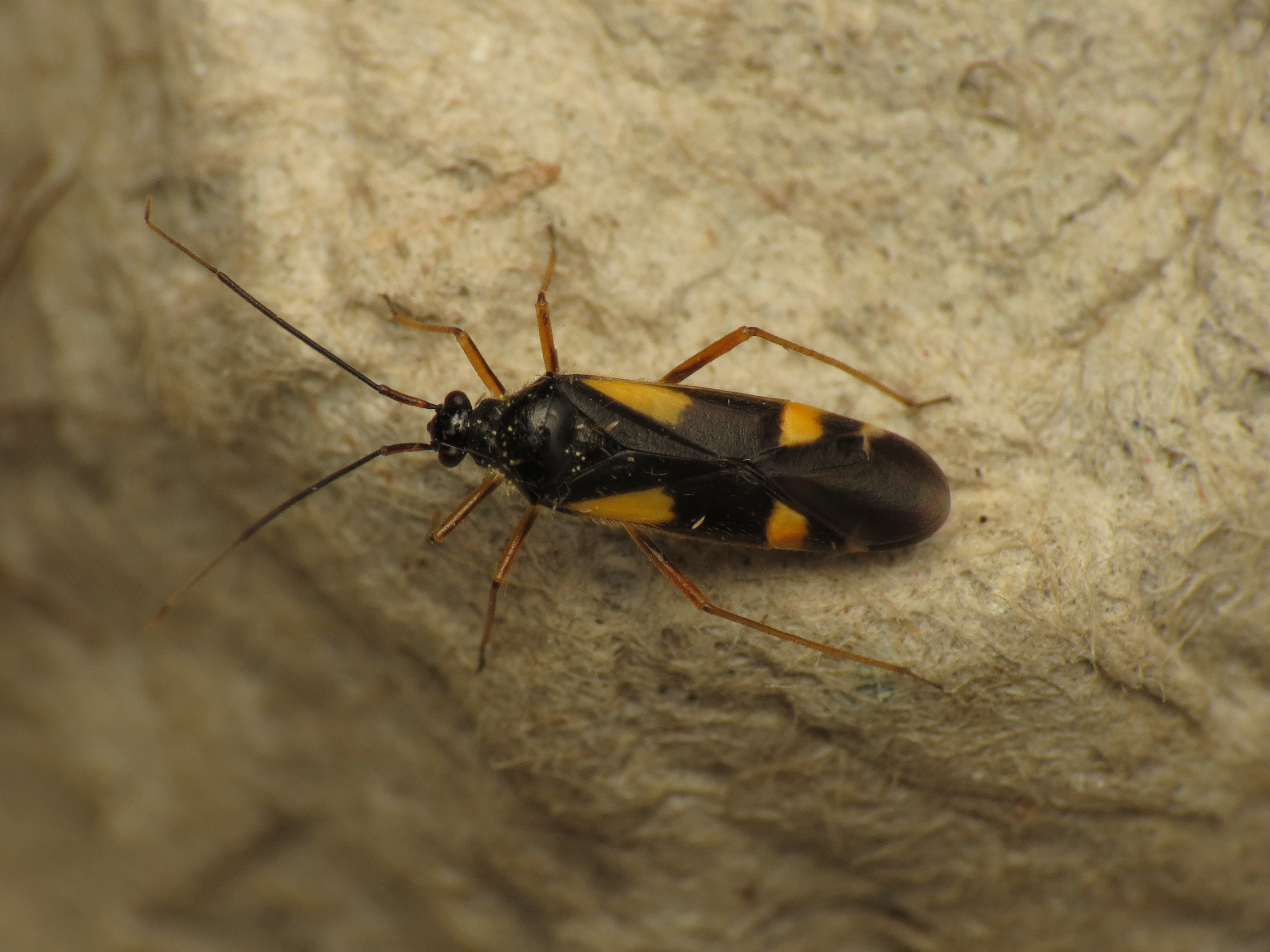
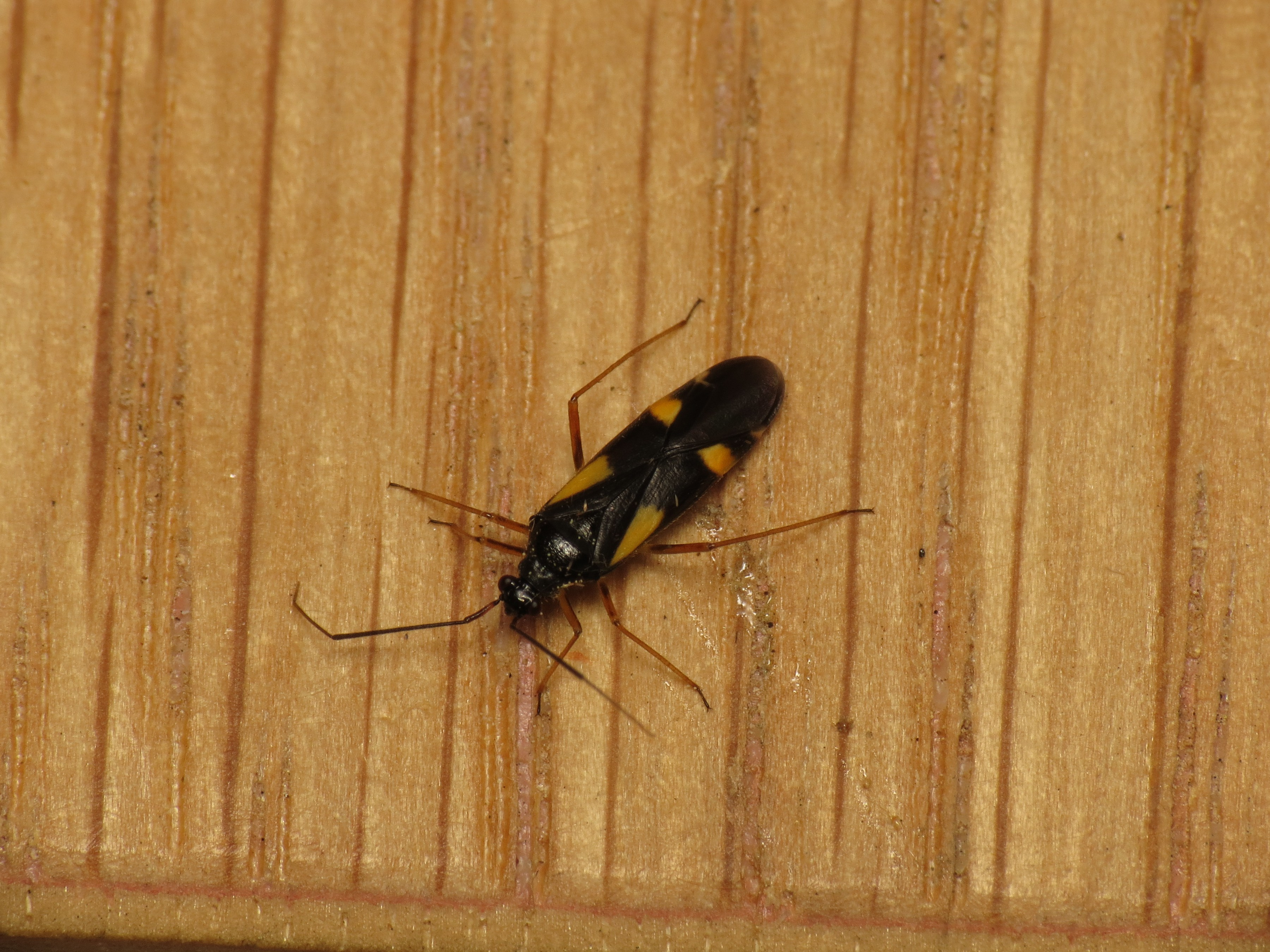
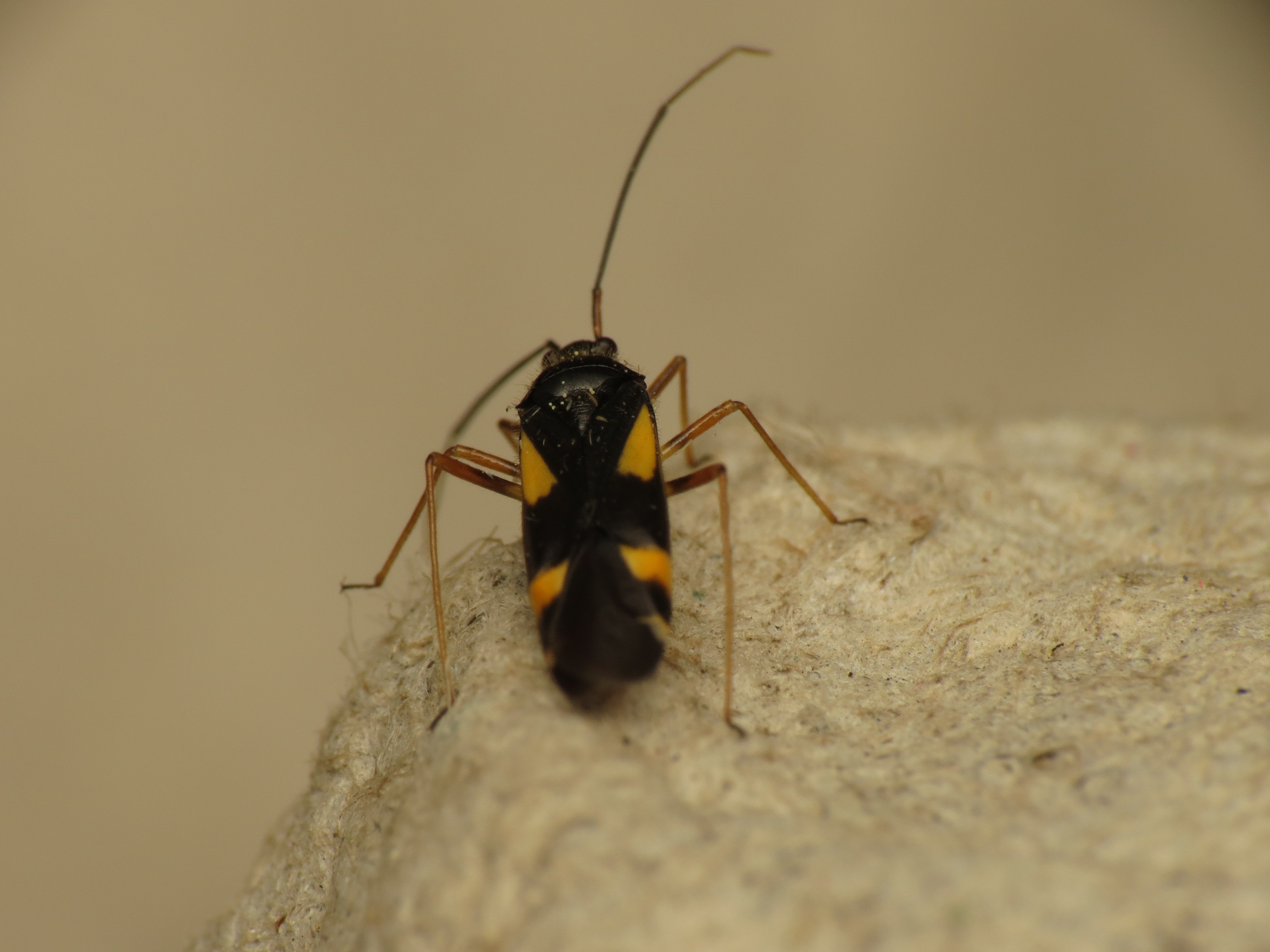
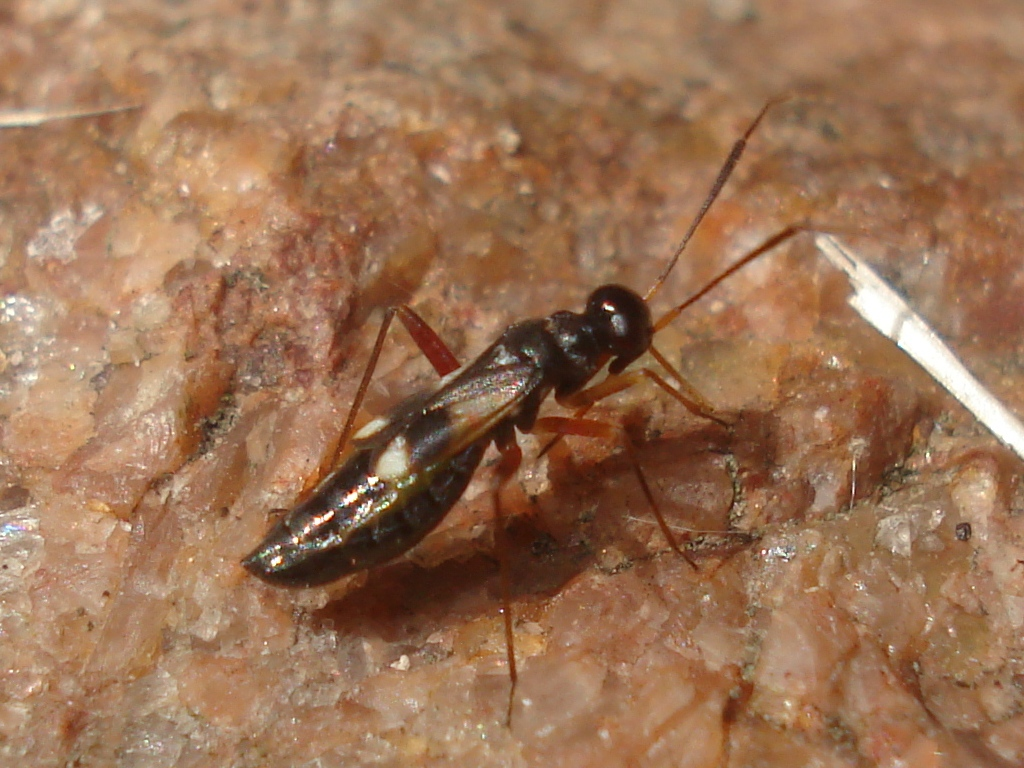
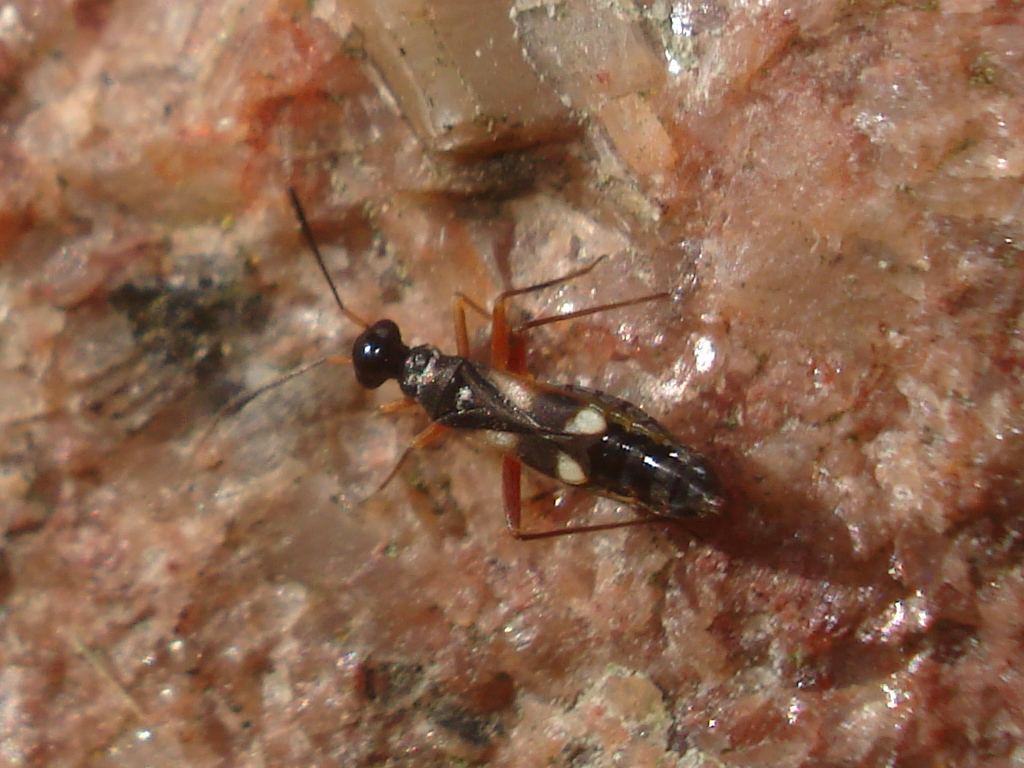
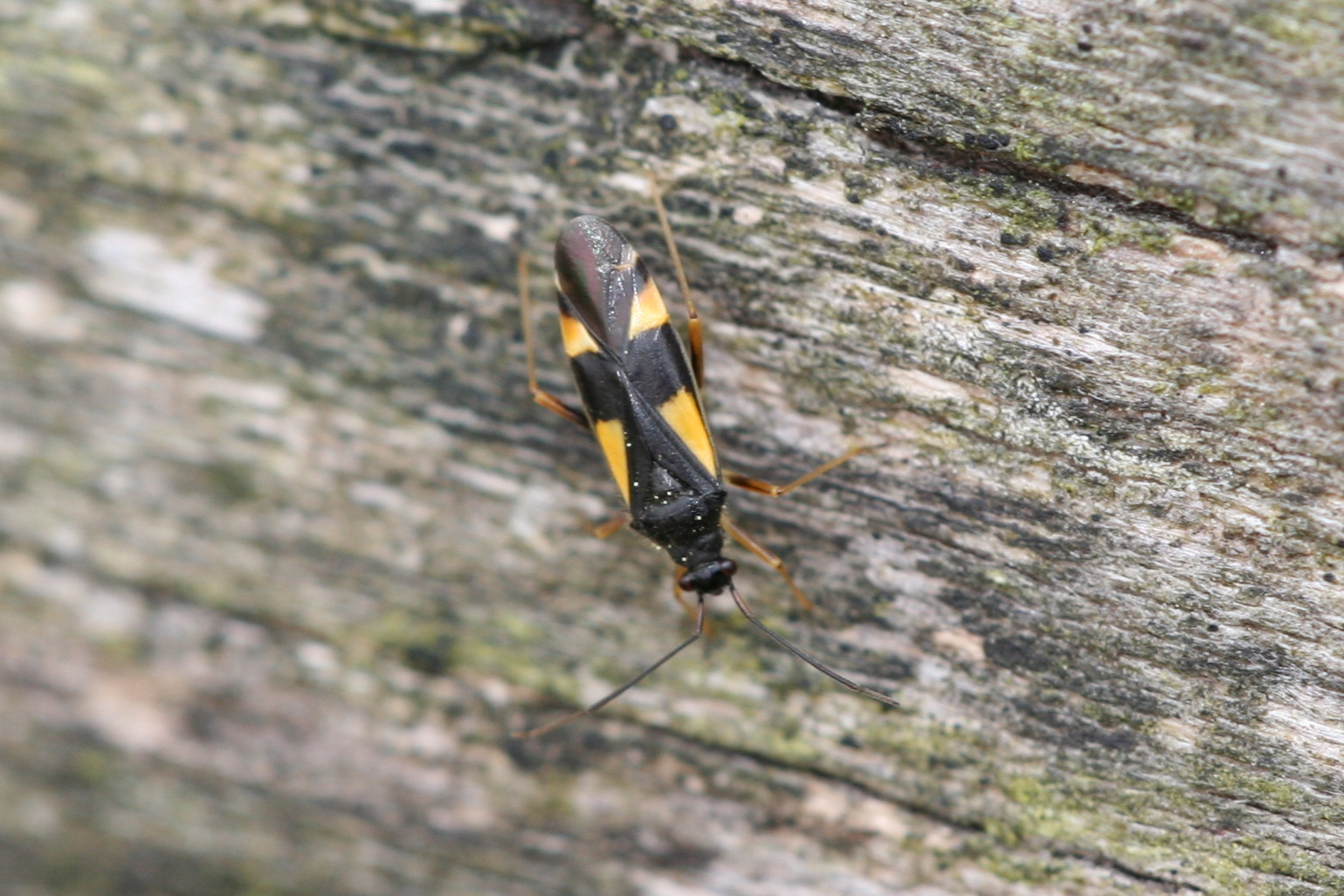